# Michele Tito (giornalista)
Michele Tito (Homs, 22 maggio 1925 – Roma, 21 gennaio 2003) è stato un giornalista italiano.

## Biografia
Nato nella Libia italiana, intraprende la carriera di giornalista a Il Messaggero, diventando corrispondente da Parigi, negli anni cinquanta, durante il conflitto della guerra d'Algeria.
Diventato il responsabile della sede romana del quotidiano La Stampa di Torino, nel 1974 passa al Corriere della Sera di Milano, assumendo la vicedirezione con Piero Ottone.
Nel 1978 assume la direzione del quotidiano Il Secolo XIX di Genova, passando successivamente alla conduzione del Globo (1982-83) e quindi del settimanale Il Mondo.
Deceduto nel 2003, lascia tre figli.